# René Navarre
René Navarre (Limoges, 8 luglio 1877 – Azay-sur-Cher, 8 febbraio 1968) è stato un attore francese.
Apparve in 109 film tra il 1910 e il 1946. Il suo ruolo più famoso era nel ruolo del criminale Fantômas.

## Filmografia parziale
- La Hantise, regia di Louis Feuillade (1912)
- Erreur tragique, regia di Louis Feuillade (1913)
- Fantômas - À l'ombre de la guillotine, regia di Louis Feuillade (1913)
- Du rire aux larmes, regia di Gaston Ravel (1917)
- Jean Chouan, regia di Luitz-Morat (1926)
- Il danzatore dei veicoli, regia di Charles Burguet (1929)
- Le prince Jean, regia di René Hervil (1934)
- Judex, regia di Maurice Champreux (1934)
- Mam'zelle Spahi regia di Max de Vaucorbeil (1934)
- Les surprises de la radio, regia di Marcel Aboulker (1940)